# Sally Walker
«Sally Walker» (с англ. — «Салли Уокер») — песня австралийской хип-хоп-исполнительницы Игги Азалии. Она была выпущена 15 марта 2019 года на самостоятельном лейбле Bad Dreams через Empire Distribution в качестве первого сингла со второго студийного альбома исполнительницы In My Defense (2019).
Музыкальное видео, режиссёром которого выступил Колин Тилли, было выпущено одновременно с синглом.

## Чарты
| Чарт (2019)                           | Пиковая позиция |
| ------------------------------------- | --------------- |
| Канада (Billboard Canadian Hot 100)   | 56              |
| Франция (SNEP)                        | 140             |
| Греция (Billboard Digital Songs)      | 7               |
| Венгрия (Single Top 40)               | 9               |
| Ирландия (IRMA)                       | 70              |
| Новая Зеландия (RMNZ Hot Singles)     | 9               |
| Шотландия (OCC Scotland)              | 57              |
| Великобритания (OCC UK Singles)       | 82              |
| Великобритания (Independent Singles)  | 12              |
| США (Billboard Hot 100)               | 62              |
| США (Billboard Hot R&B/Hip-Hop Songs) | 30              |
| США (Billboard Rhythmic)              | 27              |

## История релизов
| Регион | Дата          | Формат            | Лейбл             |
| ------ | ------------- | ----------------- | ----------------- |
| Мир    | 15 марта 2019 | Цифровая загрузка | Bad Dreams/Empire |